# Vitselstek

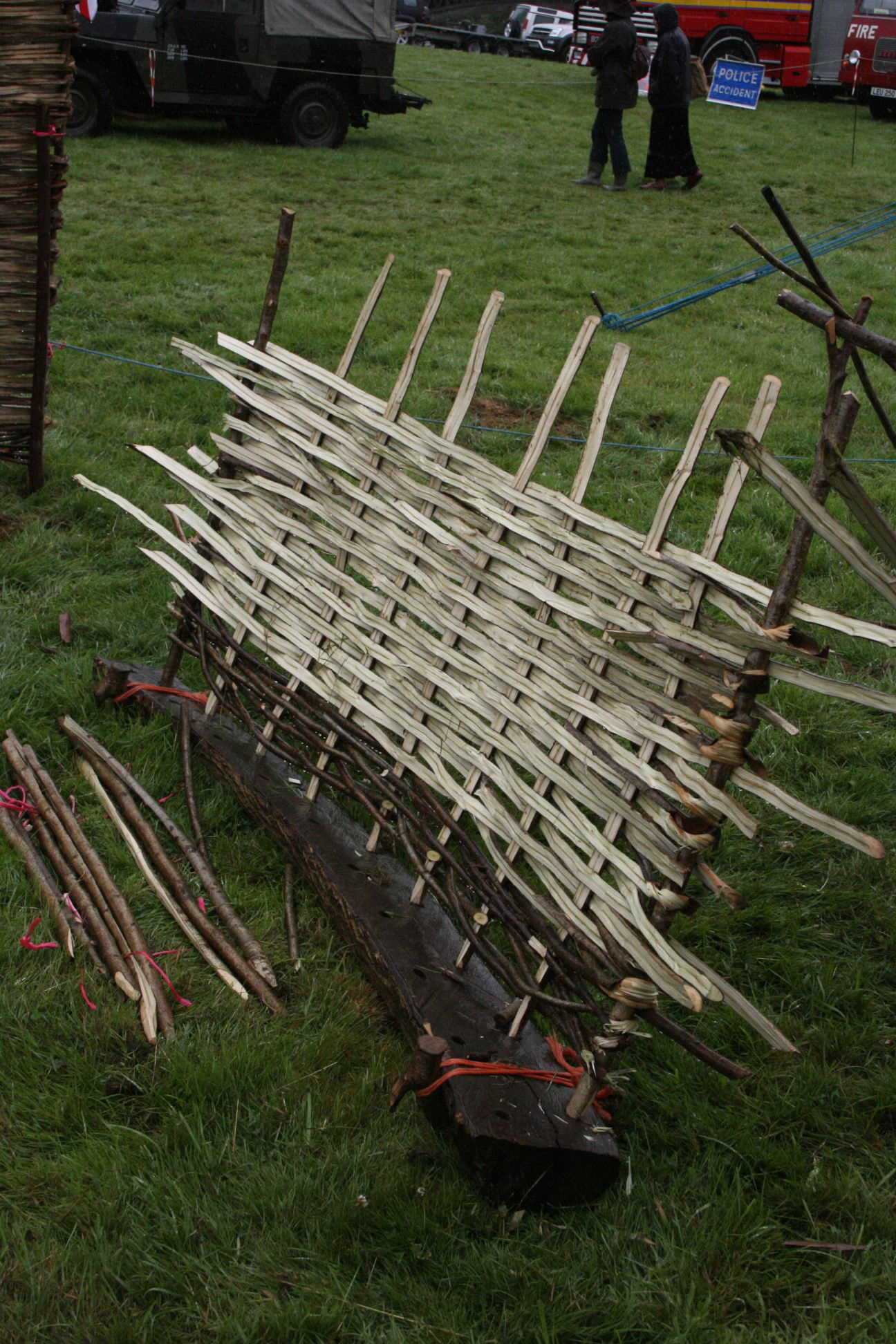
Begin van een constructie

Vitselstek of fitselstek is een techniek om lemen wanden te maken.
Deze techniek binnen de traditionele leembouw bestaat eruit om tussen een raamwerk van vitsen een vlechtwerk van twijgen of vitsroeden aan te brengen en deze met een mengsel van leem en stro in te smeren. Het geheel kan met een witte kalklaag worden afgewerkt.
Ook zolderingen kunnen op deze wijze worden gemaakt. Tussen de balken wordt een karkas van licht gebogen twijgen aangebracht die op eenzelfde manier worden bewerkt. Zo ontstaat een plafond van evenwijdige holle cilindervormen, die zich tussen de balken bevinden. Een en ander wordt met kalk afgewerkt en  werkt isolerend.

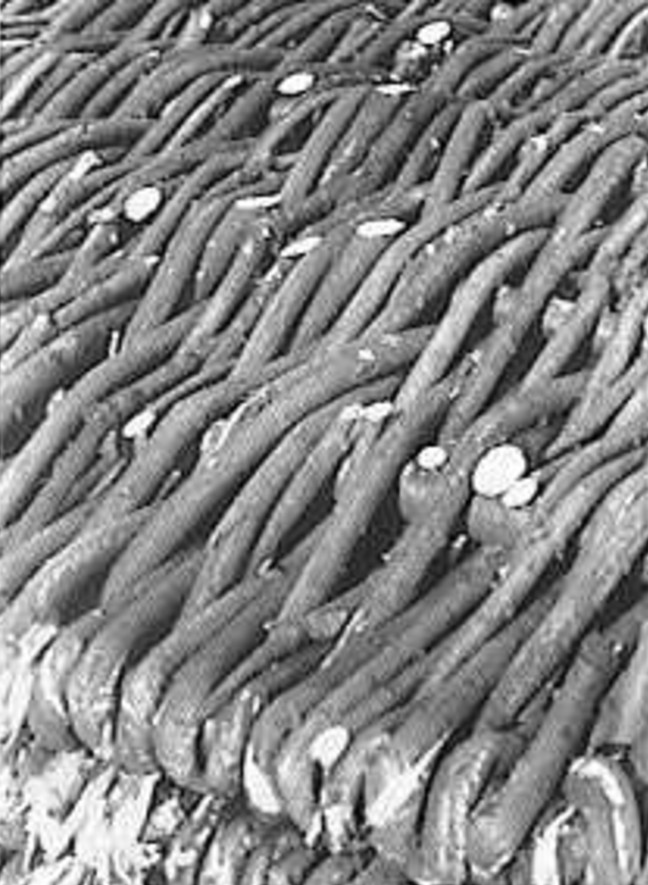
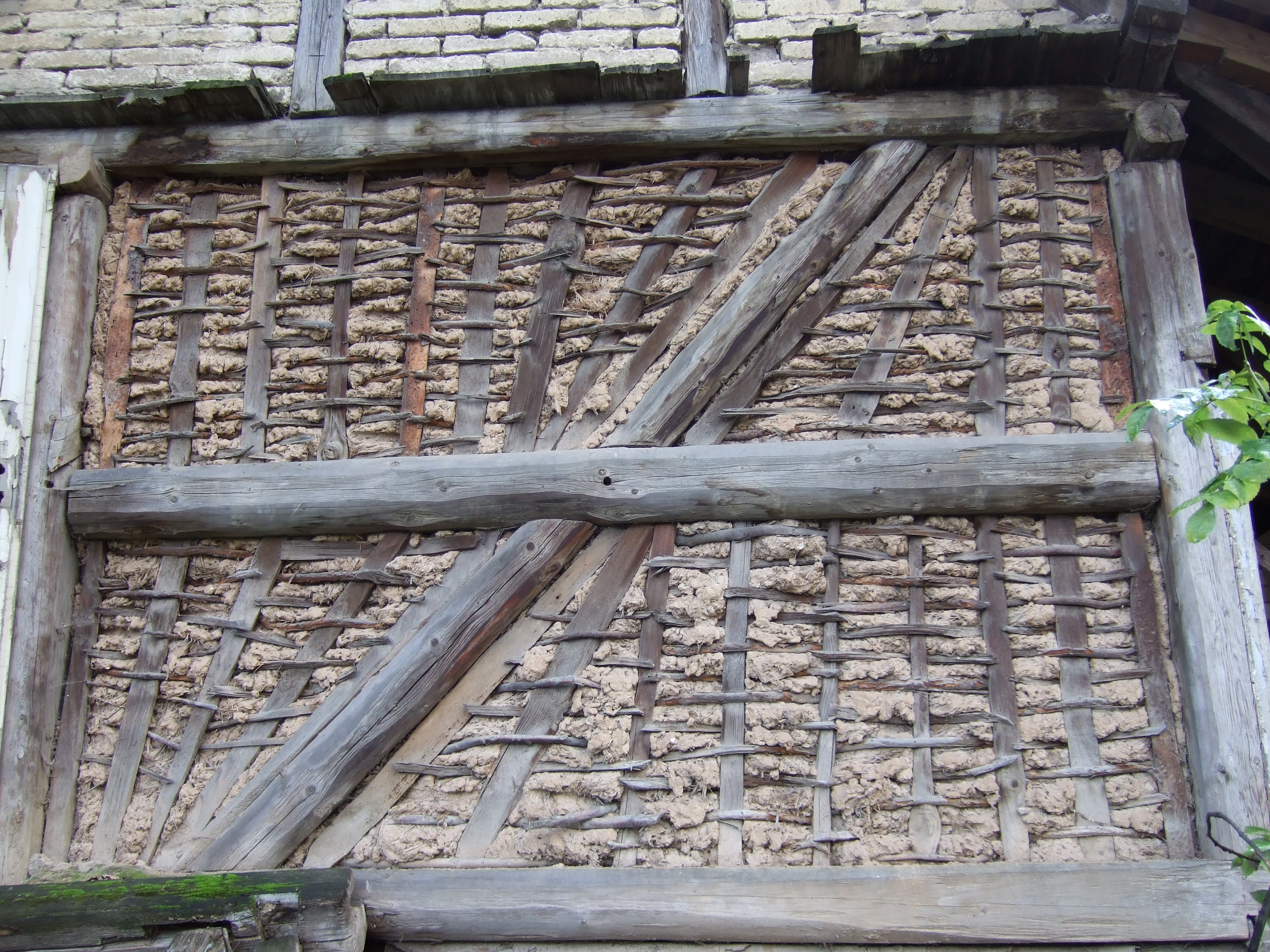
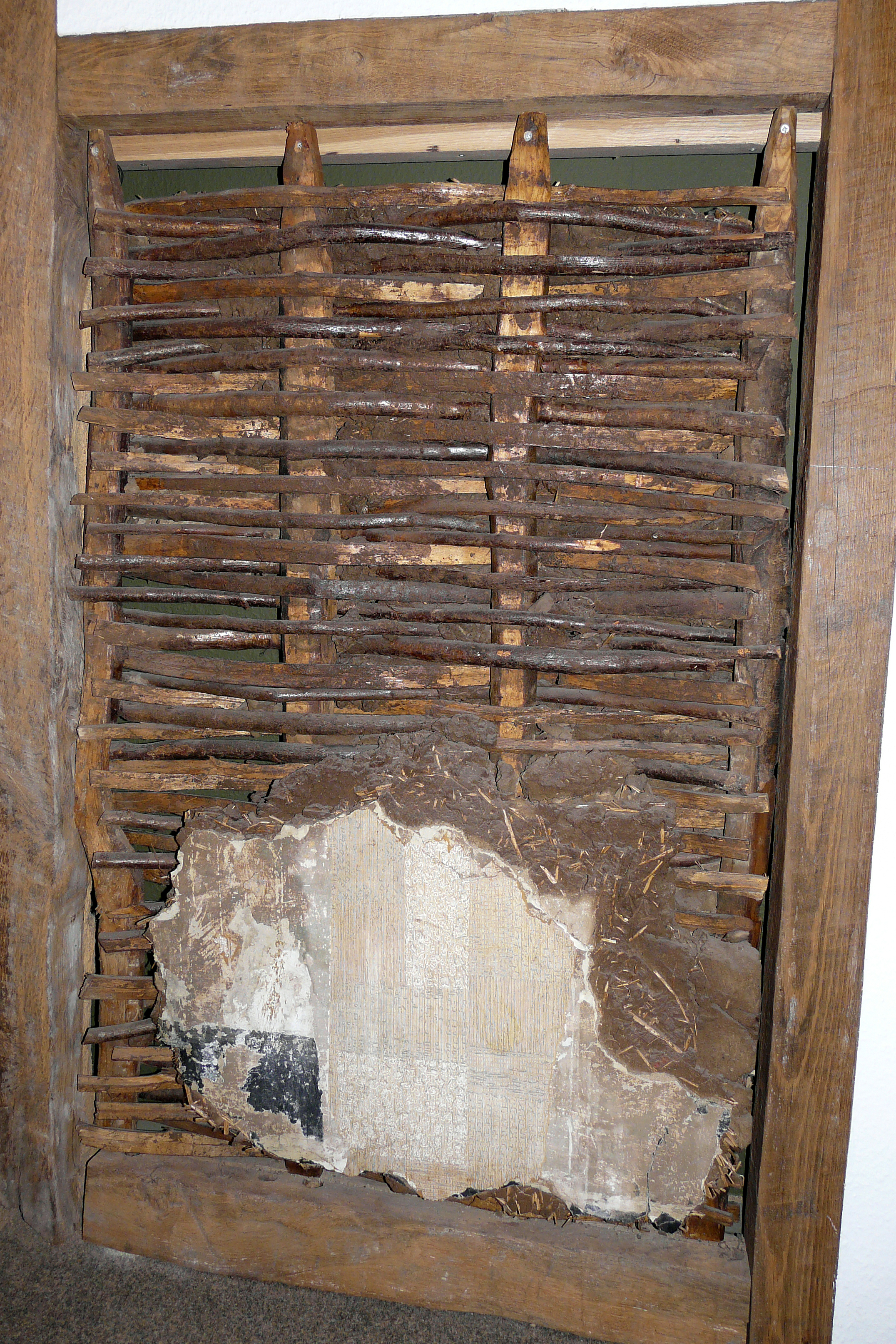